# Przegędza
Przegędza (niem. Przegendza) – wieś w Polsce położona w województwie śląskim, w powiecie rybnickim, w gminie Czerwionka-Leszczyny. Wieś leży na Górnym Śląsku. Przez wieś przebiega droga wojewódzka nr 925.

## Nazwa
Według niemieckiego geografa oraz językoznawcy Heinricha Adamy’ego nazwa miejscowości wywodzi się od polskiej nazwy ptaka „gęsi” - „von gęs, gęsia = Gans”. W swoim dziele o nazwach miejscowych na Śląsku wydanym w 1888 roku we Wrocławiu jako najwcześniejszą wymienia nazwę - „Przegenza” podając jej znaczenie „Gansedorf” czyli po polsku „Wieś gęsi”.

## Historia
W połowie XIX wieku we wsi większość stanowiła ludność polskojęzyczna. Topograficzny opis Górnego Śląska z 1865 roku notuje: „19 haushaltungen mit 42 Seelen, wovon 32 nur polnisch sprechen” czyli w tłumaczeniu na język polski: „19 gospodarstw domowych z 42 duszami, z których 32 mówi tylko po polsku (...)”.
W latach 1975–1998 miejscowość administracyjnie należała do województwa katowickiego.
W latach 1954-1961 wieś była siedzibą gromady Przegędza, po zniesieniu gromady włączona w do osiedla Leszczyn, od 1973 r. w gminie Czerwionka-Leszczyny.
Urodził się tu Wilhelm Fojcik – działacz plebiscytowy, poseł na sejm II RP.